# Prieuré Notre-Dame de la Paix d'Anduze
Pour les articles homonymes, voir Notre-Dame-de-la-Paix.
Le monastère Notre-Dame de la Paix d'Anduze, appelée localement monastère de la Paix-Dieu ou encore abbaye de Cabanoule, est un prieuré trappiste en activité, situé sur la commune d'Anduze, dans le Gard.

## Situation et toponymie
Le prieuré est situé sur la commune d'Anduze, au sud-ouest d'Alès. Le lieudit Cabanoule est un peu à l'écart de la ville proprement dite, sur le revers oriental de la colline des Capélans, à 210 mètres d'altitude.

## Histoire
En 1968, l'abbaye Notre-Dame des Gardes, confrontée à un afflux de vocations religieuses (plus de soixante sœurs au monastère) décide de fonder une communauté-fille. Les sœurs volontaires pour cette fondation ainsi que la mère supérieure des Gardes, mère Marie de la Trinité Kervingant, ont la volonté de créer une communauté dans les Cévennes, communauté ayant une vocation plus particulière à l'œcuménisme, en particulier à destination du protestantisme. L'évêque de Nîmes, Mgr Rougé, accepte le principe le 18 avril 1968. Le 18 octobre de la même année, une rencontre est organisée entre les responsables catholiques de cette fondation et le pasteur Paul Bastian (1920-2011). Ce dernier ainsi que le curé d'Anduze, le père René Blache, reçoivent le projet avec un certain scepticisme, craignant que l'arrivée des moniales perturbe plutôt que favorise le climat œcuménique ; cependant, la révélation des liens épistolaires entre mère Marie et Paul Couturier, pionnier de l'œcuménisme en France, les convainquent non seulement d'accepter l'arrivée des trappistines, mais encore de participer financièrement à leur établissement,.
La communauté cistercienne s'établit dans un mas à l'abandon, ancienne magnanerie, dans lequel des travaux commencent le 8 septembre 1969, menés par trois sœurs cisterciennes et quelques ouvriers ; en janvier 1970, un second groupe de trois sœurs, accompagnées de l'aumônier, les rejoint, pour vitre dans les bâtiments provisoires (la maison communautaire et la chapelle n'étant pas encore bâtis). La vie commune des sept sœurs commence officiellement le 19 avril 1970, avec l'inauguration, en présence de l'évêque, d'abbés cisterciens, de pasteurs, mais aussi d'un prêtre orthodoxe,.

## Vie quotidienne
La Communauté tire sa nourriture du travail de la terre (élevage de poules, ruches, poterie, etc.) mais propose aussi des produits fabriqués localement pour subsister : fabrication de bougies, d'huiles essentielles, ainsi que d'une pâtisserie nommée rocamandine.

## Statut et liste des prieures
Dans l'ordre cistercien de la stricte observance, Cabanoule n'a pas le statut d'abbaye, mais de prieuré majeur. Ainsi, ses responsables successives ne sont pas des abbesses mais des prieures, dépendantes de l'abbesse de la maison-mère.
Durant les deux premières années, le prieuré est sous la responsabilité de soeur Marie-Bernard Sauvaget, supérieure  (du 6 avril 1970  au 30 avril 1972).
Marie Odile Coutand (du 30 avril 1972 au 12 août 1974),
Isabelle Perrocheau (supérieure du 12 août 1974 au 19 février 1979), puis prieure 24/03/1979 19/02/1998). Le monastère devient alors indépendant de sa maison-mère.
Pascale Pied (prieure du 19 février 1998 au 24 janvier 2000),
Marie-Claire Müller (supérieure ad nutum du 3 février 2000 au 22 mars 2001)
Mère Elisabeth Unal, Supérieure ad nutum 2001, Prieure 2002.